# Лерінц Трітц
Лерінц Трітц (угор. Lőrinc Tritz, нар. 30 січня 1902 — пом.?) — угорський футболіст, що грав на позиції нападника. 

## Життєпис
Виступав у складі угорських клубів «Тьореквеш», «Хунгарія», «Керюлеті», «Печ-Баранья» і «Шомодь». В 1929 році став чемпіоном Угорщини разом з «Хунгарією», хоча й зіграв у тому сезоні лише в одному матчі. 
Найуспішнішим для Трітца вийшов сезон 1925–26, коли у складі «Алессандрії» він забив 15 голів, увійшовши до десятки найкращих бомбардирів італійської першості. 
19 вересня 1926 року зіграв в офіційному матчі у складі національної збірної Угорщини в грі проти збірної Австрії (3:2). Цей матч так і залишився для гравця єдиним у збірній. 

## Статистика виступів за збірну
| Дата       | Місто  | Господарі | Результат | Гості    | Турнір           | Голи | Примітки |
| ---------- | ------ | --------- | --------- | -------- | ---------------- | ---- | -------- |
| 19/09/1926 | Відень | Австрія   | 2 – 3     | Угорщина | товариський матч | -    | 38'      |
| Усього     |        | Матчів    | 1         |          | Голів            | 0    |          |

## Досягнення
- Чемпіон Угорщини: 1928–29
- Срібний призер Чемпіонату Угорщини: 1927–28